# 塔合曼乡
塔合曼乡，是中华人民共和国新疆维吾尔自治区喀什地区塔什库尔干塔吉克自治县下辖的一个乡镇级行政单位。

## 行政区划
塔合曼乡下辖以下地区：
萨热拉村、伯尕吾勒村、拜什库尔干村和喀依那尔村。